# 히가타역
히가타역(일본어: 干潟駅, ひがたえき 히가타에키[*])은 일본 지바현 아사히시에 위치한 동일본 여객철도의 철도역이다.

## 역 구조
상대식 승강장으로 2면 2선의 지상역으로, 저상 승강장이다. 예전에는 0번선도 있었다. 조시역 관할권에 있으며, 동일본 여객철도 지바 지사의 자회사 JR 지바 철도 서비스가 대리 영업하는 업무위탁역으로, 아침과 심야에는 역무원이 근무하지 않는다. 간이 개찰기에서는 스이카의 사용이 가능하다.

### 승강장
| 1 | ■ 소부 본선 (상행) | 요카이치바・나루토・사쿠라・지바・도쿄 방면 |
| 2 | ■ 소부 본선 (하행) | 아사히・조시 방면                           |

## 역사
- 1898년 2월 25일 - 소부 철도의 역으로서 개업하였다.
- 1907년 9월 1일 - 국유화에 따라 일본국유철도의 소속이 되었다.
- 1971년 10월 1일 - 화물 취급이 중지되었다.
- 1987년 4월 1일 - 민영화에 따라 동일본 여객철도의 소속이 되었다.
- 2009년 3월 14일 - 스이카의 사용이 가능해졌으며, 도쿄 근교 구간 요금제가 적용되기 시작하였다.

## 인접정차역
| ■ 동일본 여객철도 소부 본선 | ■ 동일본 여객철도 소부 본선 | ■ 동일본 여객철도 소부 본선 |
| --------------------------- | --------------------------- | --------------------------- |
| 요카이치바 지바 방면        | 보통                        | 아사히 조시 방면            |